# خوسيه خوركيرا
خوسيه خوركيرا (بالإسبانية: José Jorquera)‏ هو لاعب كرة قدم ومدرب كرة قدم تشيلي في مركز حراسة المرمى، ولد في 1 أبريل 1991 في آيل السلفادور في تشيلي. لعب مع سان أنطونيو أونيدو ‏.

## وصلات خارجية
- خوسيه خوركيرا على موقع قاعدة بيانات كرة القدم.إي يو (الإنجليزية)
- خوسيه خوركيرا على موقع Soccerway.com (الإنجليزية)